# 우크라이나 독립 정교회

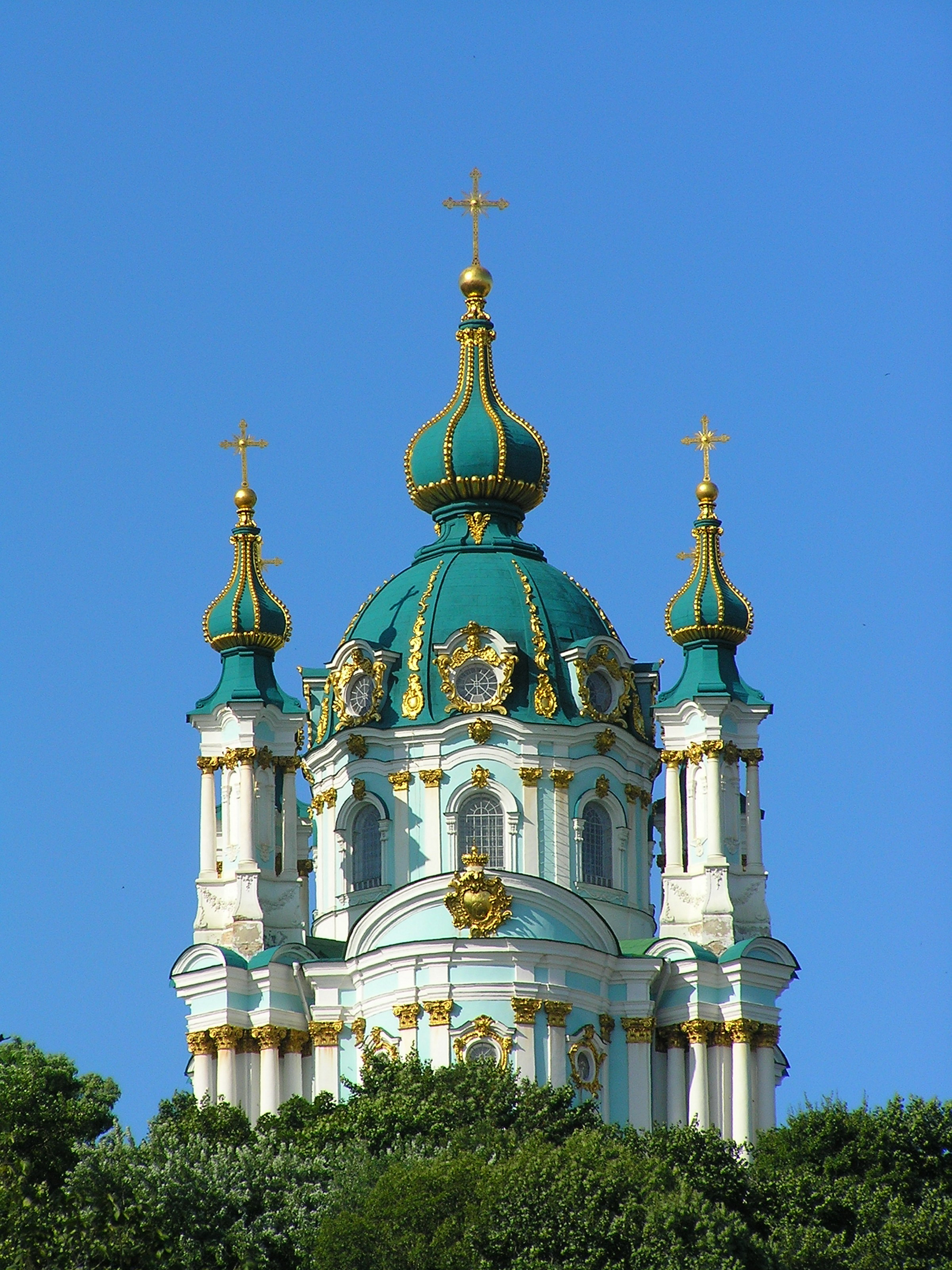

우크라이나 독립 정교회(Ukrainian Autocephalous Orthodox Church, UAOC)는 우크라이나의 동방 정교회 교단이었다. 키이우 총대주교좌 우크라이나 정교회와 모스크바 총대주교좌 우크라이나 정교회와 함께 우크라이나에서 큰 비중을 차지하는 기독교 교단이었다.
2018년 12월 콘스탄티노폴리스 총대주교청으로부터 교회법적인 승인을 받아 키이우 총대주교좌 우크라이나 정교회, 모스크바 총대주교좌 우크라이나 정교회와 통합해 우크라이나 정교회가 발족하였다.

## 역사
러시아 제국의 붕괴의 여파로 일부 우크라이나 민족주의자들은 모스크바로부터 자치이나 독립을 추구했다. 우크라이나 인민공화국이 1917년 독립하였고 이 시기에 창립한 우크라이나 독립 정교회는 1930년대 초까지 우크라이나 소비에트 사회주의 공화국에서 존재하였다.
1921년 새로 독립한 우크라이나의 수도 키이우의 성 소피아 대성당에서 전 우크라이나 주교회의가 소집되었고, 이 회의에서 러시아 정교회의 사제 중 일부는 모스크바 총대주교청으로부터 독립과 우크라이나 자치 교회 창립을 선언하였다. 주교회의 대표단은 교회의 수장으로 바실 리프키브스키를 선출하였다. 1921년 주교회의는 우크라이나 독립 정교회의 "첫 부활"로 여겨지고 있다. 그리고 소련이 성립되자 우크라이나 독립 정교회는 탄압받았고 성직자 전원과 신자 일부는 소련 비밀경찰에 의해 순교당했다.
1942년 우크라이나 독립 정교회는 폴란드 정교회의 원조에 의해 독일 지배하의 우크라이나에서 재창립되었다. 폴리카르프 시코르시퀴이는 신임 관구 대주교가 되었다. 그러나 1944년 우크라이나가 공산군에 의해 점령당하자 우크라이나 독립 정교회는 다시 활동이 금지되고 우크라이나 그리스 가톨릭교회와 함께 소련 국가보안위원회의 탄압을 받았다. 이를 피하기 위해 우크라이나 독립 정교회의 성직자와 신자 일부는 우크라이나를 벗어나 미국, 캐나다, 호주 등 외국에서 정착했다.
러시아 정교회는 제2차 세계대전 종전 이후 우크라이나 소비에트 사회주의 공화국에서 독점적인 지위를 되찾았다. 소련 정부가 모스크바 총대주교청(MP)만 인정했기 때문에 다른 교회들은 대부분 해산되었다. 러시아 정교회는 당시 소비에트 연방의 대부분 지역에서 유일한 합법적인 교회로서 부활했다. 많은 사람들은 이 교회가 공산당의 괴뢰라고 비난했다. 우크라이나에 남아 러시아 정교회로의 가입을 거부한 모든 우크라이나 독립 정교회 성직자들은 처형되거나 강제 수용소로 보내졌다. 몇 년 후, 갈리시아와 트랜스카파티아의 서부 우크라이나의 우크라이나 그리스 가톨릭교회에서도 같은 일이 일어났다.
1980년대말 우크라이나 독립운동을 계기로 우크라이나 독립 정교회는 우크라이나로 돌아와 활동을 재개했다. 1990년 키이우에서 개최된 교회 회의에서 므스티슬라프가 키이우 및 전 우크라이나의 관구 대주교로 선출되었다.
우크라이나 독립 정교회는 우크라이나, 서구, 미국, 캐나다 등에서 종교 단체로 공인받았지만 오랫동안 세계 정교회로부터 교회법상 합법적인 교회로 승인받지 못했다. 2018년 10월 16일에 콘스탄티노폴리스 총대주교청에 의해 우크라이나 정교회 (키이우 총대주교청)과 함께 교회법적인 정통성을 승인받았다. 그리고 콘스탄티노폴리스 총대주교청은 1686년에 승인한 러시아 정교회의 우크라이나 교회에 대한 규범적 관할권이 기재되어 있던 서한의 효력을 철회하였다. 또한 우크라이나 정교회 키이우 총대주교(UOC-KP)와 우크라이나 독립 정교회(UAOC)의 수좌주교에 내려졌던 파문 상태도 해제하였다.

## 같이 보기
- 콘스탄티노폴리스 총대주교청
- 우크라이나 정교회 (키이우 총대주교청)
- 우크라이나 정교회